# 布里斯托尔湾

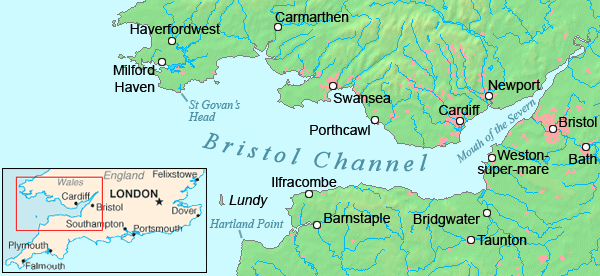
布里斯托灣在威爾斯的位置

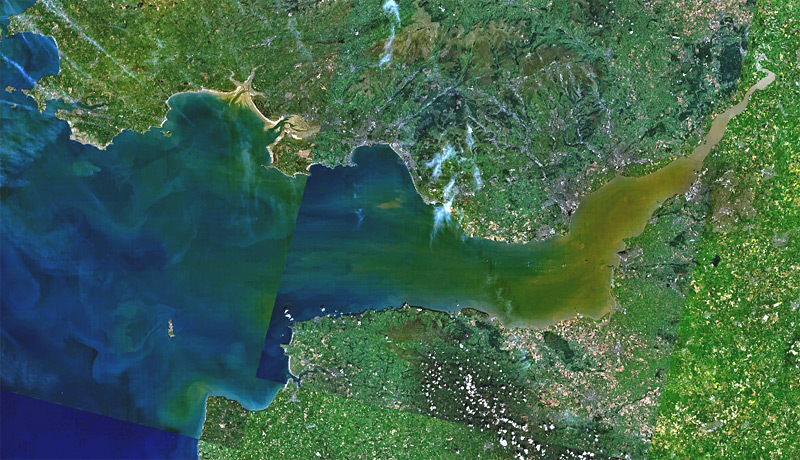
人造衛星影像

布里斯托湾（英語：Bristol Channel）是不列颠群岛的一处主要海湾，两边分别为威尔士和英格兰的德文郡及森麻實郡，英国最长的河流塞文河经由布里斯托尔湾注入凯尔特海。布里斯托尔湾因地形原因而容易產生高潮。
布里斯托尔湾得名于沿岸城市布里斯托。

## 生態
在退潮時，由於潮差達43英尺（13米），該海湾的大部分都會變成泥灘，是鷸鴴類水鳥的重要棲息地。布里斯托灣對開最大的海島為兰迪岛、斯蒂普島和弗拉特島，大致上都無人居住，並且已被列為自然保護區受到保護，島上有些獨特的野生花卉。1971年，蘭迪菲爾德協會（Lundy Field Society）提出了建立海洋保護區的建議。1981年《野生動物和鄉村法》中包含了建立法定海洋自然保護區的規定。1986年11月21日，環境大臣宣佈在蘭迪設立法定保護區。蘭迪周圍海域有着各種各樣的海洋棲息地和野生動物，以及大量稀有和不尋常的物種，包括一些種類的海藻、分支海綿、海扇和杯形珊瑚。